# SN 2007fh
SN 2007fh – supernowa typu Ia odkryta 3 lipca 2007 roku w galaktyce A221641+2118. W momencie odkrycia miała maksymalną jasność 19,20m.